# Ramazzottiidae
Ramazzottidae  (лат.) — семейство тихоходок из надсемейства Hypsibioidea класса Eutardigrada. 3 рода.

## Описание
Тихоходки-эутардиграды у которых апофиз для введения стилетных мышц (AISM) состоит из асимметричных, разнородных дорсальных и вентральных «тупых крючков». Пары коготков асимметричны (2121), первичная ветвь наружного коготка соединяется со вторичным коготком и базальным отделом гибким сочленением; первичная ветвь может быть очень длинной и тонкой; ветви внутреннего коготка и базальный отдел объединены в единый жёсткий элемент. Яйца имеют скульптурный хорион и свободно откладываются в окружающую среду.

## Классификация и этимология
Семейство было впервые выделено в 2011 году под именем Ramazzottidae, которое позднее исправлено на Ramazzottiidae (с двумя ii). Семейство включает 4 рода. Название семейства происходит от типового рода Ramazzottius, а он в свою очередь был назван в честь итальянского зоолога Giuseppe Ramazzotti (1898—1986), крупного специалиста по тихоходкам.
- Надсемейство Hypsibioidea Pilato, 1969
  - Семейство Ramazzottidae Marley, McInnes & Sands, 2011
    - Род Hebesuncus Pilato, 1987[13]
    - Род Ramajendas Pilato & Binda, 1990[14]
    - Род Ramazzottius Binda & Pilato, 1987[10][15] (около 30 видов)
    - Род Thalerius Dastych, 2009[16]